# Jacques Zanetti
Pour les articles homonymes, voir Zanetti.
Jacques Zanetti est un acteur, réalisateur et producteur français né le 15 octobre 1948 à Venise.

## Biographie
D'abord acteur au cinéma et à la télévision, Jacques Zanetti est devenu producteur et réalisateur aux États-Unis à partir des années 2000.

## Filmographie partielle

### Acteur
- 1970 : Le Clair de Terre de Guy Gilles : Michel
- 1973 : Graine d'ortie d'Yves Allégret  (série télévisée)
- 1973 : Elle court, elle court la banlieue film de Gérard Pirès : Jean-Paul
- 1975 : Sérieux comme le plaisir de Robert Benayoun
- 1975 : La Brigade de René Gilson : Aldo
- 1976 : Les Œufs brouillés de Joël Santoni
- 1976 : Le Juge Fayard dit Le Shériff d'Yves Boisset :José Maria Sotero
- 1977 : À chacun son enfer d'André Cayatte : un conducteur
- 1977 : Juliette et l'air du temps  de René Gilson : Marc
- 1977 : Dernière sortie avant Roissy de Bernard Paul : Joël
- 1978 : Le Paradis des riches de Paul Barge : le jeune flic
- 1980 : Ma blonde, entends-tu dans la ville ? de René Gilson : Aldo
- 1981 : Allons z'enfants d'Yves Boisset : le lieutenant Bargueloni
- 1982 : Parti sans laisser d'adresse de Jacqueline Veuve : Salvatore Amato
- 1982 : Mersonne ne m'aime de Liliane de Kermadec : Jacques Chandelaire
- 1983 : La Nuit de Varennes d'Ettore Scola
- 1985 : Le Diable dans le bénitier de Jean L'Hôte (TV) : Paulo / Judas

### Réalisateur et producteur
- 2002 : Soliloquy
- 2006 : Lea's Soliloquy
- 2007 : West 4th
- 2007 : New York 45
- 2013 : James Abbott is Gone
- 2017 : Day After Day